# Rio Branco (Roraima)
O rio Branco é um curso de água do estado de Roraima. É formado pela confluência dos rios Tacutu e Uraricoera, trinta quilômetros a norte de Boa Vista, capital do estado situada no vale do rio, e tem sua foz na margem esquerda do rio Negro, no estado do Amazonas, perto da divisa com o estado de Roraima.
Sua bacia hidrográfica, sub-bacia do rio Negro, é a principal da região, predominando sobre a mesma. É cortado por duas pontes, uma em Boa Vista (ligando-a ao município de Cantá), a ponte dos Macuxis, a norte, com cerca de 1.200 metros de extensão, e por outra em Caracaraí, no centro do estado, com aproximadamente 700 metros de extensão.
O rio Branco, de maneira generalizada, está sob influência de um período de chuvas que vai de abril a setembro e de um período seco que vai de outubro a março. No período chuvoso, o rio é facilmente navegável do rio Negro até a cidade de Caracaraí. Acima desta cidade a navegação é dificultada pela presença de algumas cachoeiras e corredeiras, sendo que de Boa Vista (cerca de 130 km de Caracaraí) até a junção dos rios Tacutu e Uraricoera é possível a navegação durante o período das cheias.

## Segmentos
O rio Branco tem seu curso dividido em três segmentos devido o tipo de vegetação de cada trecho:

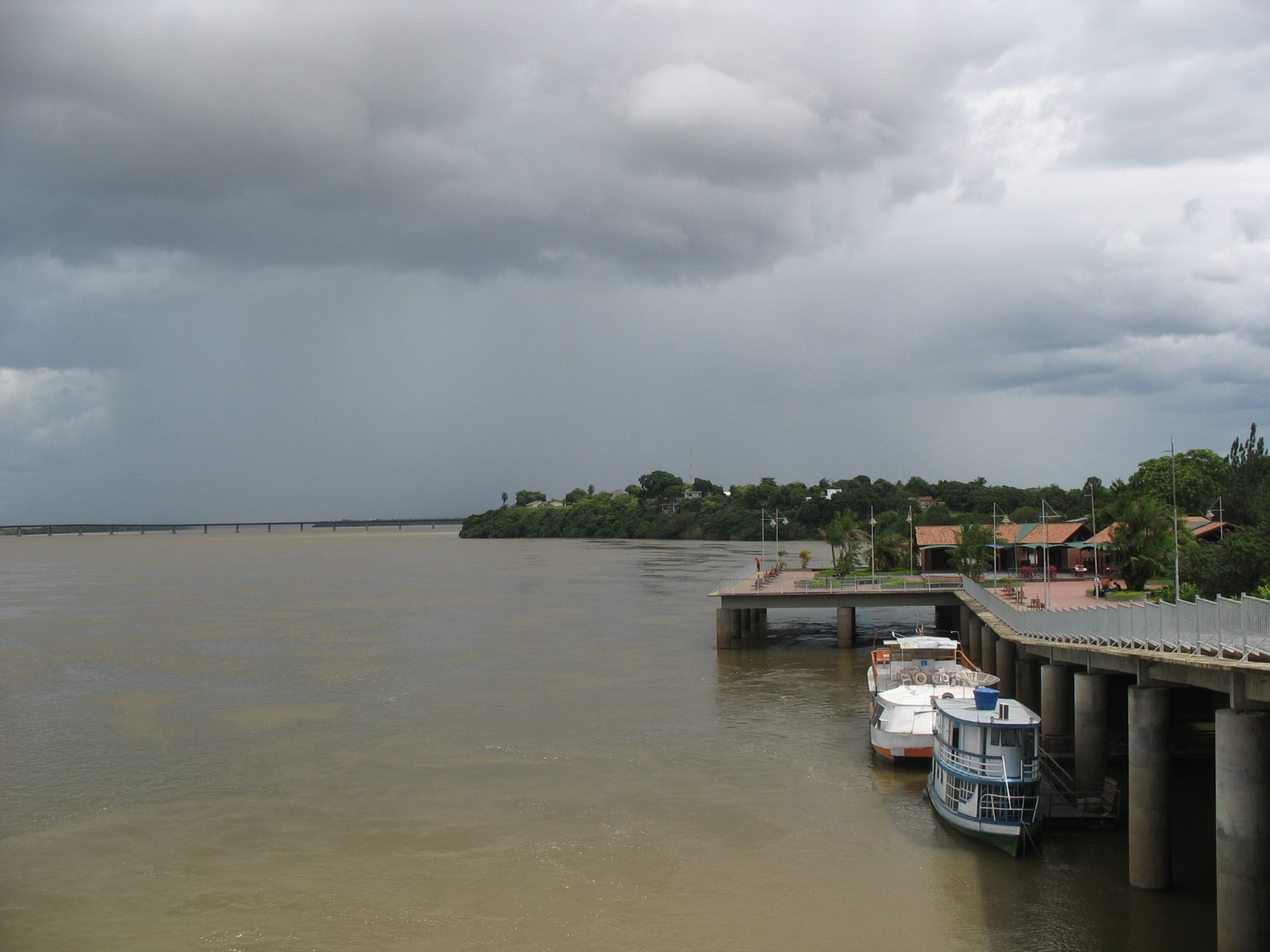
Rio Branco na altura de Boa Vista.

- Alto rio Branco: é o segundo maior segmento, com 172 quilômetros. Começa na confluência dos rios Uraricoeira e Tacutu, passa por Boa Vista, e termina na cachoeira do Bem-Querer. Caracteriza-se por apresenta-se bastante largo nesta região, porém pouco profundo, especialmente no período seco, época em que se evidencia um grande número de bancos ou ilhas de areia; na cobertura vegetal predomina a presença de savana e alguns trechos com palmeiras.
- Médio rio Branco: é o menor segmento, com 24 quilômetros. Começa na cachoeira do Bem-Querer e vai até o povoado de Vista Alegre. É uma área de transição, com várias corredeiras, o que o torna inavegável por embarcações de grande porte. A vegetação também representa transição, pois é uma mistura das vegetações existentes no norte e no sul do estado, com domínio das savanas, igarapé, buritizais e floresta Amazônica.

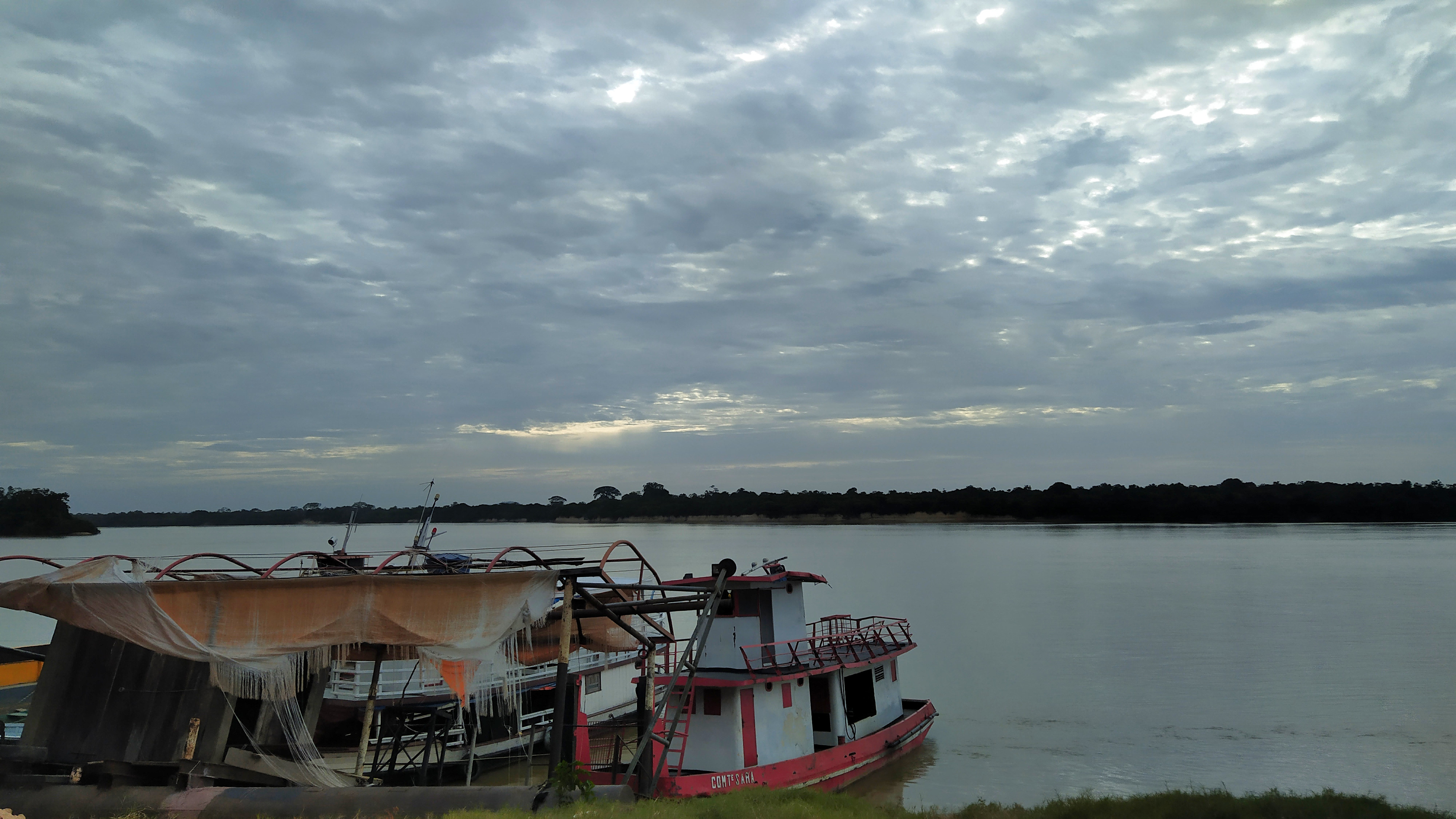
Rio Branco no município de Caracaraí

- Baixo rio Branco: é o maior segmento, tem 388 quilômetros. Parte de Vista Alegre e corta todo o centro-sul de Roraima até encontrar-se com o rio Negro. Este, por sua vez, após passar por Manaus, une-se ao rio Solimões e a partir dessa união este último passa a chamar-se rio Amazonas, o mais volumoso e extenso do mundo. O Baixo rio Branco possui um ecossistema de floresta tropical rica em biodiversidade, com sua vegetação densa e abundante, com exuberante fauna e flora. Na calha e lagos marginais vivem algumas das mais atraentes espécies de peixes para a pesca esportiva como o tucunaré.